# La Chapelle-Viel
La Chapelle-Viel település Franciaországban, Orne megyében. Lakosainak száma 289 fő (2022. január 1.). La Chapelle-Viel Crulai, Écorcei, L’Aigle, Les Aspres és Saint-Ouen-sur-Iton községekkel határos.

## Népesség
A település népességének változása:
| Lakosok száma | 286  | 274  | 283  | 272  | 277  | 282  | 287  | 289  | 289  |
|               | 2013 | 2015 | 2016 | 2017 | 2018 | 2019 | 2020 | 2021 | 2022 |